# Cardiochilos williamsonii
Cardiochilos williamsonii – gatunek roślin z monotypowego rodzaju Cardiochilos z rodziny storczykowatych (Orchidaceae). Epifityczne rośliny zielne występujące w Malawi i Tanzanii w lasach górskich na wysokościach 1800–2500 m n.p.m.

## Morfologia
PokrójŁodyga wyprostowana, do ok. 8 cm długości. Korzenie o średnicy 1,5–2 mm, wyrastające u podstawy rośliny.
LiścieLiście w 2–6 parach, dwurzędowe, 4–8 × 0,3–0,6 cm, równowąskie. Nierówno i tępo dwuklapowe na wierzchołku.
KwiatyWyrastają pojedynczo lub po dwa na kwiatostanach rozwijających się z podstawy łodygi oraz w kątach dolnych liści. Szypuła kwiatostanu ma długość 2–3 cm i jest owłosiona. Szypułka kwiatowa wraz z zalążnią ma ok. 8 mm długości. Kwiaty osiągają ok. 8 mm średnicy i nie są odwrócone (jak u większości storczykowatych). Listki okwiatu mają kolor od zielonkawego do pomarańczowo-słomkowego. Listki zewnętrznego okółka mają ok. 4–4,5 × 2,2–2,5 mm, są jajowate lub eliptyczne, nieco zaostrzone. Listki wewnętrznego okółka mają ok. 4 × 2 mm, są podługowato-lancetowate i zaostrzone. Warżka jest mięsista, płytko trójklapowa, o wymiarach 4 × 4 mm, kształtu sercowatego, z ostrogą długości 13–16 mm, nieco zgrubiałą na końcu i mniej więcej równoległą względem zalążni i szypułki. Prętosłup o długości 1–2 mm. Rostellum dwudzielne, kolankowate, wygięte do tyłu pod prętosłupem.

## Systematyka
Gatunek sklasyfikowany do podplemienia Angraecinae w plemieniu Vandeae, podrodzina epidendronowe (Epidendroideae), rodzina storczykowate (Orchidaceae), rząd szparagowce (Asparagales) w obrębie roślin jednoliściennych.